# Angština
Angština (angika, v dévanágarí अङ्गिका nebo अंगिका) je jazyk pocházející z indického regionu Anga, území 58 000 km² zahrnující dnešní státy Bihár, Džárkhand a Západní Bengálsko. Počet mluvčích je odhadován na 50 miliónů, z toho 30 miliónů v Indii. Další místa v Indii, kde se mluví angicky jsou Bombaj, Dillí, Kalkata, Durgapur, Paňdžáb, Vadodára, Surat, Patna, Ránčí, Džámšedpúr, Bokaro a další. Angičtí mluvčí se nacházejí také v Kambodži, Vietnamu, Malajsii a v dalších zemích Jihovýchodní Asie. Kromě toho značná populace angických mluvčích žije v zemích jako jsou USA a Velká Británie.
Angština je blízce příbuzná s bengálštinou, urijštinou a asámštinou. Patří společně s bhódžpurštinou, magahijštinou a maithilštinou do skupiny bihárských jazyků, které jsou vzájemně velmi dobře srozumitelné.
Saraha, první hindský básník, byl zároveň prvním básníkem angštiny a angické literatury. Saraha žil v 8. století a byl prvním básníkem, jehož dílo je dostupné v psané podobě.
Existuje webový portál v angličtině zaměřený na angštinu, angika.com. Internetový vyhledávač Google má také svoji angickou verzi.
George G. Grierson nazývá angštinu Chikka-Chiki (Čika-Čiki) v jednom svém lingvistickém průzkumu Indie.

## Nářečí angštiny
- Deshi
- Dakhnaha
- Mungeria
- Devgharia
- Gidhhoria
- Dharampuria

## Příklady

### Číslovky
| Číslice | Angsky | Transliterace | Česky |
| १       | एक     | ek            | jeden |
| २       | दु      | du            | dva   |
| ३       | तीन     | tīn           | tři   |
| ४       | चार     | cār           | čtyři |
| ५       | पाँच     | pāṃc          | pět   |
| ६       | छव     | chav          | šest  |
| ७       | सात     | sāt           | sedm  |
| ८       | आठ     | āṭh           | osm   |
| ९       | नव     | nav           | devět |
| १०      | दस     | das           | deset |

## Vzorový text

### Všeobecná deklarace lidských práv
| angsky | Sabbhe manuṣy ke gaurav ārū adhikār rô sandarbh ma janmajāt svatantratā va samānatā prāpta chhai. Hunakā saba ke antarātmā rô den prāpt chhai ārū paraspar bandhutā rô bhāv sa svābhāv karanā chāhiyô. |
| česky  | Všichni lidé se rodí svobodní a sobě rovní co do důstojnosti a práv. Jsou nadáni rozumem a svědomím a mají spolu jednat v duchu bratrství.                                                             |